# Krasny Yar Krasnojarsk
Dernière mise à jour : 27 janvier 2018.
Krasny Iar Krasnoïarsk est un club russe de rugby à XV fondé en 1969 basé dans la ville de Krasnoïarsk. Il participe à la Professional Rugby League, le championnat de première division russe. Avec plus de 2,5 M€ de budget, le Krasny Iar est un des trois plus gros clubs du championnat[réf. nécessaire]. Son club rival est le Ienisseï-STM.

## Palmarès
- Championnat de Russie de rugby à XV :
  - Champion (10) : 1992, 1994, 1995, 1996, 1997, 1998, 2000, 2001, 2013 et 2015
- Coupe de Russie de rugby à XV :
  - Vainqueur (10)  : 1995, 1996, 1998, 2003, 2006, 2011, 2013, 2015, 2018 et 2019
- Supercoupe De Russie de rugby à XV :
  - Vainqueur (1) : 2016
- Coupe Nikolaev :
  - Vainqueur (2) : 2019 et 2020

## Effectif 2020-2021
- Entraineur principal :  Josh Taumalolo
- Entraineur adjoint :  Igor Nikolaïtchouk
- Entraineur des avants :  Valeri Tsnobiladze

| Nom                    | Poste            | Naissance          | Nationalité sportive | Sélections (points) | Dernier club             |
| ---------------------- | ---------------- | ------------------ | -------------------- | ------------------- | ------------------------ |
| Kirill Gotovtsev       | Pilier           | 17 juillet 1987    | Russie               | 9 (0)               | Formé au club            |
| Alexandre Kadirov      | Pilier           | 24 janvier 1999    | Russie               | -                   | Université de Tchita     |
| Sione Fukofuka         | Pilier           | 13 avril 1983      | Tonga                | 2 (0)               | Tautahi Gold             |
| Daniil Charabourkine   | Pilier           | 17 juillet 1999    | Russie               | -                   | Formé au club            |
| Grigori Tsnobiladze    | Pilier           | 2 janvier 1983     | Russie               | 22 (5)              | Novokouznetsk Rugby      |
| Andreï Kondakov        | Talonneur        | 16 avril 1987      | Russie               | -                   | Formé au club            |
| Dmitri Kouzero         | Talonneur        | 26 juin 1996       | Russie               | -                   | Formé au club            |
| Robert Sutidze         | Talonneur        | 21 juin 1989       | Géorgie              | -                   | Slava Moscou             |
| Rouslan Bajenov        | Deuxième ligne   | 21 juin 1989       | Russie               | -                   | Formé au club            |
| Bogdan Fedotko         | Deuxième ligne   | 22 septembre 1984  | Russie               | 24 (25)             | Formé au club            |
| Alexandre Khoudiakov   | Deuxième ligne   | 25 septembre 1989  | Russie               | 11 (0)              | Formé au club            |
| Viatcheslav Krasilnik  | Deuxième ligne   | 22 janvier 1987    | Ukraine              | 13 (5)              | Ienisseï-STM             |
| Andrei Mahu            | Deuxième ligne   | 3 septembre 1991   | Moldavie             | 24 (5)              | RC Kouban Krasnodar      |
| Ivan Plakhov           | Deuxième ligne   | 18 mars 1994       | Russie               | -                   | Formé au club            |
| Nikoloz Aptsiauri      | Troisième ligne  | 24 septembre 1992  | Géorgie              | -                   | Lokomotiv Penza          |
| Victor Arhip           | Troisième ligne  | 24 février 1990    | Moldavie             | 25 (25)             | Ienisseï-STM             |
| Amin Byte Said         | Troisième ligne  | 18 août 2001       | Russie               | -                   | Formé au club            |
| Ievgueni Goldstein     | Troisième ligne  | 29 juillet 1989    | Russie               | -                   | Formé au club            |
| Alexandre Iline        | Troisième ligne  | 7 novembre 1997    | Russie               | 12 (0)              | Formé au club            |
| Anton Rudoy            | Troisième ligne  | 23 février 1983    | Russie               | 20 (60)             | Ienisseï-STM             |
| Vassili Dorofeïev      | Demi de mêlée    | 6 août 1990        | Russie               | 25 (10)             | Formé au club            |
| Anton Riabov           | Demi de mêlée    | 4 avril 1989       | Russie               | 25 (35)             | Novokouznetsk Rugby      |
| Bourkout Toïtchouïev   | Demi de mêlée    | 10 mars 2001       | Russie               | -                   | Formé au club            |
| Iouri Kouchnariov      | Demi d'ouverture | 6 juin 1985        | Russie               | 115 (784)           | Ienisseï-STM             |
| Oliver Zono            | Demi d'ouverture | 21 novembre 1991   | Afrique du Sud       | -                   | Southern Kings           |
| Igor Galinovski        | Centre           | 8 novembre 1985    | Russie               | 50 (90)             | Formé au club            |
| Kirill Goubine         | Centre           | 30 mai 1992        | Russie               | -                   | Kouban Krasnodar         |
| Ievgueni Kolomiïtsev   | Centre           | 16 mai 1990        | Russie               | 4 (0)               | Formé au club            |
| Giorgi Pruidze         | Centre           | 2 juin 1994        | Géorgie              | 15 (15)             | Aia Kutaisi              |
| Vladimir Roudenko      | Centre           | 1er septembre 1987 | Russie               | 26 (0)              | Formé au club            |
| Vladimir Tchaban       | Ailier           | 3 novembre 1994    | Russie               | -                   | Formé au club            |
| Konstantin Krivonossov | Ailier           | 17 décembre 1998   | Russie               | -                   | Formé au club            |
| Alexandre Regner       | Ailier           | 28 mai 1998        | Russie               | -                   | SCHOR                    |
| Irakli Svanidze        | Ailier           | 2 juillet 1996     | Géorgie              | 3 (0)               | Jiki Gori                |
| Denis Tsouroupa        | Ailier           | 12 septembre 1999  | Russie               | -                   | Metallourg Novokouznetsk |
| Mikhaïl Zinine         | Ailier           | 11 janvier 1995    | Russie               | -                   | 80's                     |
| Daniil Krylatkine      | Arrière          | 27 juillet 2000    | Russie               | -                   | Formé au club            |
| Sunia Latu             | Arrière          | 24 mars 1996       | Tonga                | -                   |                          |